# Johannes Hospinianus
Johannes Hospinianus (* 1515 in Stein am Rhein; † 7. Juni 1575 in Basel; eigentlich Johannes Wirt, auch Steinanus oder Hospinianus von Stein) war ein Schweizer Philosoph und Hochschullehrer des 16. Jahrhunderts, unter anderem der Rhetorik und Logik.
Hospinianus studierte an der Universität Tübingen und ging anschliessend an die Universität Basel. Dort erlangte er 1543 eine Anstellung als Professor des Griechischen, 1544 dann der Rhetorik. Bereits ein Jahr darauf wurde er Ordinarius der Logik.
Hospinianus war einer der ersten Autoren der zu den Methoden der Logik ausführte, welche später zum Bereich der Angewandten Logik wurde.

## Werke (Auswahl)
- Quaestionum dialecticarum libri sex, 1543.
- Non esse tantum triginta sex categorici syllogismi modos, 1560.
- De controversiis dialecticis, 1576.